# Onycocaris trullata
Onycocaris trullata är en kräftdjursart som beskrevs av Bruce 1978. Onycocaris trullata ingår i släktet Onycocaris och familjen Palaemonidae. Inga underarter finns listade i Catalogue of Life.